# Derarimus cincinnulatus
Derarimus cincinnulatus es una especie de coleóptero de la familia Anthicidae.

## Distribución geográfica
Habita en Malasia.